# Anticongelante

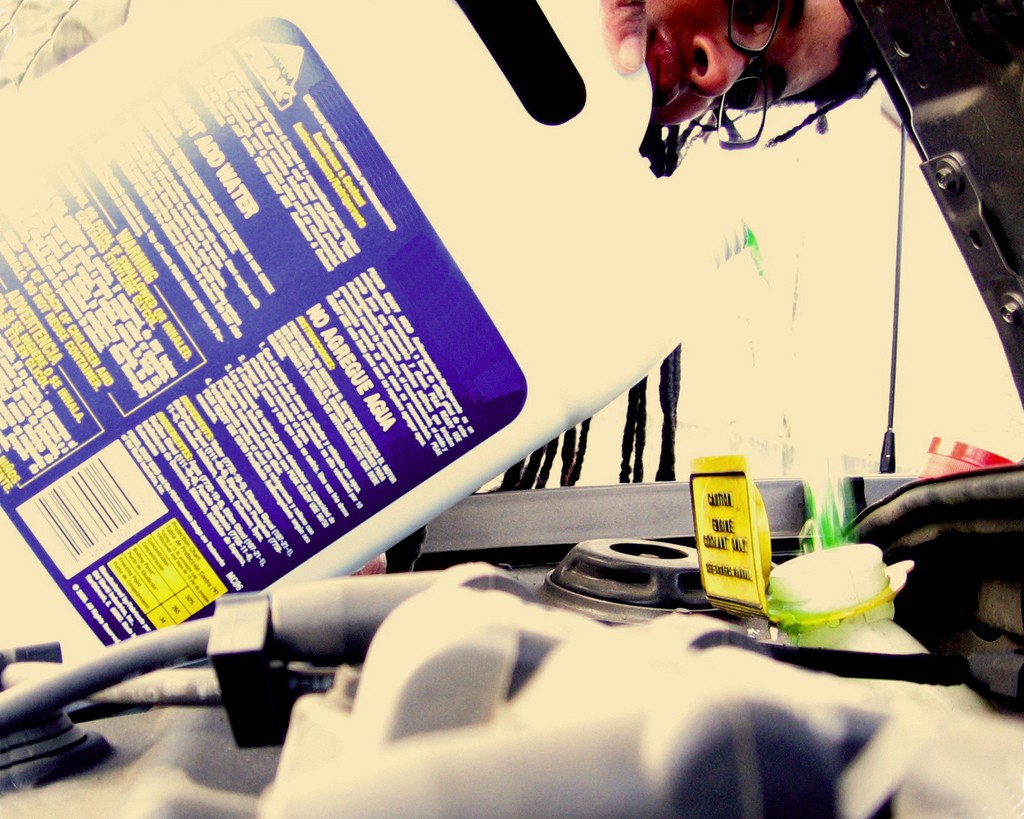
La verificación del nivel de solución anticongelante en un sistema de refrigeración es una rutina de mantenimiento para la mayoría de los automóviles modernos.

Los anticongelantes son compuestos que se añaden a los líquidos para reducir su punto de fusión o solidificación. De manera tal que, la mezcla resultante, se congele a menor temperatura y permanezca líquida, aún en temperaturas muy bajas.
Una aplicación típica es añadirlos a la gasolina y el diésel para evitar su solidificación en invierno, así como al agua del circuito de refrigeración de los motores para que funcionen expuestos a temperaturas extremas. Otra aplicación es inhibir la corrosión de los sistemas de refrigeración que a menudo contienen una gama de metales electroquímicamente incompatibles (aluminio, hierro fundido, cobre, soldaduras de plomo, etc). En ocasiones se prefiere el término agente coligativo para aludir tanto a los anticongelantes como a los compuestos que aumentan el punto de ebullición, que se emplean en climas cálidos para mejorar el funcionamiento del sistema. Algunos alimentos procesados contienen anticongelante. Por ello es recomendable leer las etiquetas de los productos antes de consumir para verificar si en contienen: propilenglicol, ésteres de propilen glicol o bien aditivo E-477.
Debido a que el agua tiene buenas propiedades como refrigerante, el agua más anticongelante se usa en motores de combustión interna y otras aplicaciones de transferencia de calor, como enfriadores de HVAC y calentadores de agua solares. El propósito del anticongelante es evitar que un recinto rígido explote debido a la expansión cuando el agua se congela. Comercialmente, tanto el aditivo (concentrado puro) como la mezcla (solución diluida) se denominan anticongelantes, según el contexto. La selección cuidadosa de un anticongelante puede permitir un amplio rango de temperatura en el que la mezcla permanece en la fase líquida, lo cual es crítico para una transferencia de calor eficiente y el funcionamiento adecuado de los intercambiadores de calor. En segundo lugar, casi todas las formulaciones anticongelantes comerciales destinadas a aplicaciones de transferencia de calor, incluyen diferentes tipos de agentes anticorrosión y anticavitación que preservan todo el circuito hidráulico del desgaste progresivo.

## Compuestos

### Refrigerante y Anticorrosivo
Son productos hechos a base de aditivos que, tal como su nombre lo dice, ayudan a refrigerar e impedir la corrosión de las piezas. Puedes encontrar varios grados de concentrado, esto quiere decir que el aditivo está más fuerte y cumple mejor su función de acuerdo a lo que andas buscando.

### Anticongelante
Es bien usado para los climas fríos, a bajas temperaturas, donde el aditivo está formulado para que si la temperatura atmosférica es menos de 0 °C el agua no se congele.

### Agua Destilada o Desmineralizada
Es la misma que ocupan las planchas a vapor, y significa agua sin minerales. Ayuda bastante en el momento de rellenar el sistema cuando el nivel está bajo, pero no es recomendable para utilizarlo completo en el sistema de radiador ya que el agua destilada o desmineralizada no ayuda a lubricar el termostato produciendo que este se quede pegado con mayor facilidad.

### Agua Verde
Es agua destilada con una mínima parte de etanol (3 % x litro) para diluir el colorante y verde rápido CFC, que es un colorante sintético de color verde soluble en etanol, el agua verde es recomendable para vehículos antiguos que no requieren algún tipo de anti congelante especial y al contener etanol lubrica partes como el termostato

## Metanol

Metanol.

Hacia finales de los años treinta el metanol fue el anticongelante más ampliamente usado. Aunque eficaz al evitar que el refrigerante se congelase,para algunas aplicaciones no era muy recomendable,a pesar de que su bajo punto de fusión y capacidad calorífica hacían que refrigerase considerablemente más que el agua sola.
Por otra parte, la concentración de metanol tendía a reducirse con el tiempo debido a su mayor tendencia a evaporarse respecto al agua con la que era mezclado.

## Etilenglicol

Glicol de etileno.

Las soluciones de etilenoglicol estuvieron disponibles por primera vez en 1937 y fueron comercializadas como «anticongelante permanente», gracias a que sus mayores puntos de ebullición proporcionaban ventajas tanto en verano como durante el frío invernal. Aún siguen usándose. Los anticongelantes de etilenoglicol son venenosos y deben mantenerse alejados de personas y animales, particularmente niños y perros que pueden verse atraídos por su sabor dulce. Forman cristales de oxalato cálcico en los riñones, pudiendo provocar un fallo renal agudo y la muerte. Todos los vertidos deben limpiarse, o en su defecto debe impedirse el acceso a los lugares en los que puede estar presente a quienes puedan ingerirlo.
En caso de ocurrir una ingestión de este anticongelante, puede administrarse etanol (bebidas alcohólicas) hasta que pueda comenzarse un tratamiento adecuado, de forma que se ralentice la conversión del metanol a formaldehído y ácido fórmico, que son las sustancias responsables de la toxicidad del metanol. En la práctica, el etanol puede ser administrado por vía intravenosa por médicos para contrarrestar el envenenamiento por etilenglicol y metanol, pero actualmente hay disponible otro antídoto (fomepizol), de forma que lo anterior se hace cada vez menos.
Para evitar su ingestión, suele añadirse un agente amargo (benzoato de denatonio) al refrigerante de motores, de forma que tenga un sabor desagradable.

## Propilenglicol

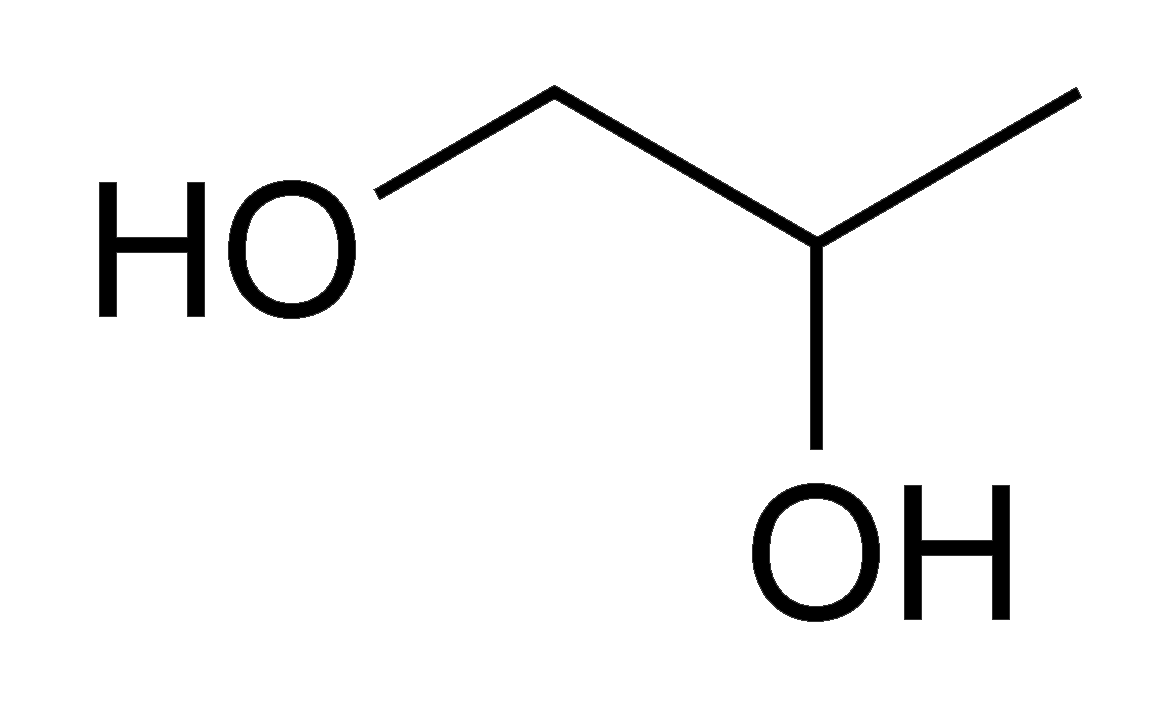
Glicol de propileno.

El propilenglicol, por otra parte, es considerablemente menos tóxico, pudiendo llegar a etiquetarse como «anticongelante no tóxico». Se usa como anticongelante allí donde el etilenoglicol sería inapropiado, como en sistemas de procesado de alimentos o en las cañerías domésticas, así como en muchos otros escenarios. También puede usarse en alimentos, medicamentos y cosméticos, a menudo como agente aglutinante. El propilenoglicol es «generalmente considerado seguro» por la Food and Drug Administration para usos alimenticios. Sin embargo, el anticongelante basado en propilenoglicol no puede considerarse seguro en caso de ingestión. Si esto sucede, debe recibirse atención por parte de los servicios médicos de emergencia.

## Otros desarrollos

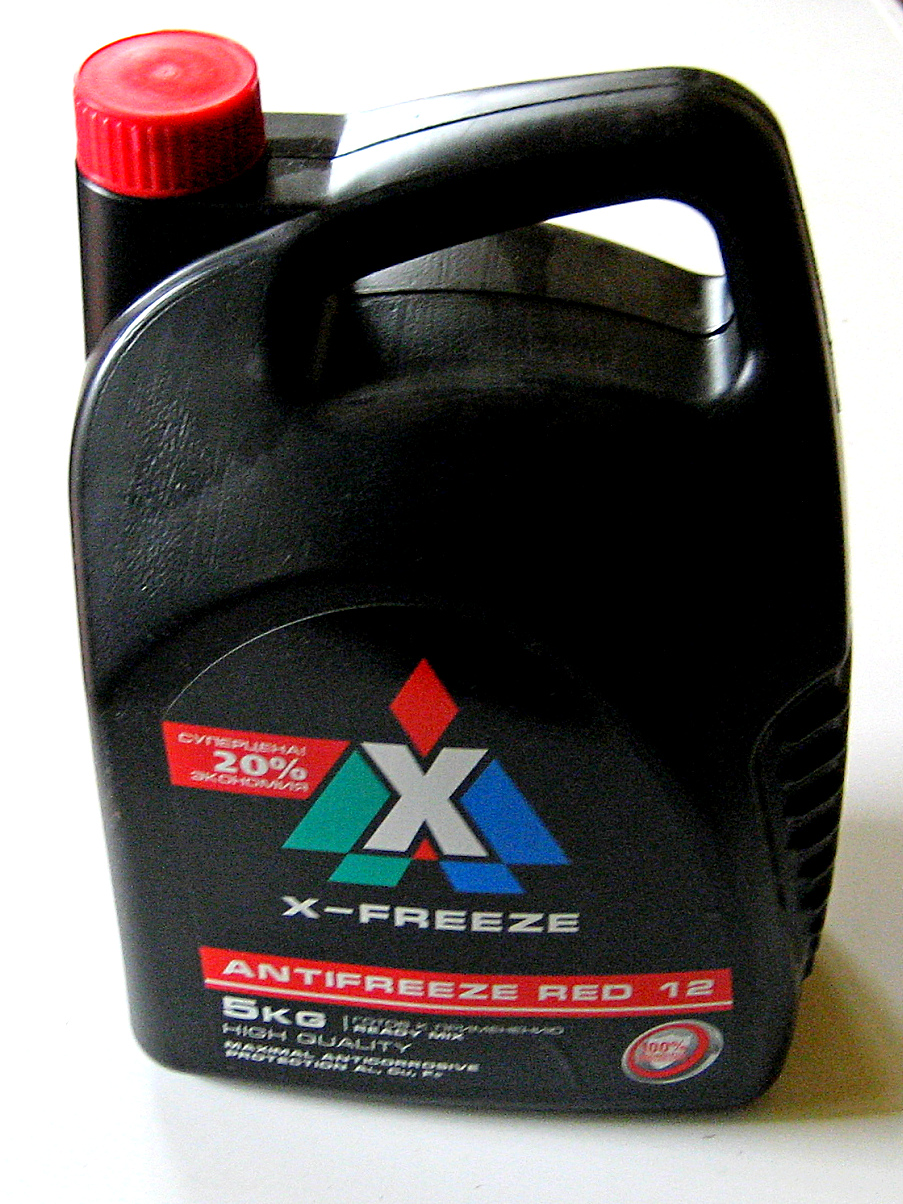
Anticongelante

En los años 1980 el inventor Jack Evans descubrió las ventajas de usar un refrigerante sin agua. Su formulación definitiva es una mezcla de etilenoglicol y propilenoglicol. Este refrigerante tiene un alto punto de ebullición de 188°C y no es corrosivo, solucionando muchos de los problemas del agua, incluyendo la congelación.
La mayoría de las fórmulas anticongelantes comerciales incluyen compuestos inhibidores de la corrosión y un colorante (habitualmente verde, rojo o azul fluorescente) para facilitar su identificación. Suele usarse una dilución 1:1 con agua, obteniéndose un punto de congelación de aproximadamente    
-40 °C. En zonas más cálidas se usan diluciones más débiles.
Las soluciones anticongelantes de glicol deberían reemplazarse habitualmente con una mezcla nueva cada dos años. 
Muchos coches modernos incluyen anticongelantes de ácidos orgánicos (como Dex-Cool), que tiene una vida de servicio de cinco años. Aunque siguen conteniendo glicol, estas soluciones pueden no ser compatibles con los anticongelantes inorgánicos convencionales con glicol (es decir, con silicatos, boratos o fosfatos) y, si se cambia de uno a otro tipo, el sistema de refrigeración deben aclararse completamente con agua limpia. Los anticongelantes orgánicos suelen contener un colorante rojo o rosa para diferenciarlo de los inorgánicos (azules o verdes). Algunos de los más modernos anticongelantes orgánicos se promocionan como compatibles con todos los demás tipos de anticongelantes, y suelen ser de color verde o amarillo.